# Thymoites iritus
Thymoites iritus là một loài nhện trong họ Theridiidae.
Loài này thuộc chi Thymoites. Thymoites iritus được Herbert Walter Levi miêu tả năm 1964.